# كتاب الأذكياء
كتاب الأذكياء هو كتاب في نوادر الأذكياء وطرائف أخبارهم، ألفه الحافظ ابن الجوزي (508 هـ - 597 هـ)، وقد بنى الؤلف كتابه على ثلاثة وثلاثين بابا منها: فضل العقل وماهيته ومحله، والذهن والفهم والذكاء، وعلامات الذكاء، والمنقول من فطنة الأنبياء، وعن الأمم السابقة، وعن النبي محمد، والصحابة، والخلفاء، والوزراء، والقضاة، والعلماء والزهاد، وعلماء العربية، واستخدام الذكاء للأغراض، ومن انعكس عليه ذكاؤه، واحترازات الآذكياء، وفطنة النساء، والصبيان، والشعراء، والمحاربين، وعقلاء المجانين.
قال ابن الجوزي في مقدمة كتابه :
| كتاب الأذكياء | أحببت أن أجمع كتابا في أخبار الأذكياء الذين قويت فطنتهم وتوقد ذكاؤهم لقوة جوهرية عقولهم، وفي ذلك ثلاثة أغراض. الأول معرفة أقدارهم بذكر أحوالهم، الثاني تلقيح ألباب السامعين، وقد ثبت أن رؤية العاقل ومخالطته تفيد ذا اللب، الثالث تأديب المعجب برأيه إذا سمع أخبار من تعسر عليه لحاقه | كتاب الأذكياء |